# Atmosphère de HD 209458 b
L’atmosphère de HD 209458 b est la couche de gaz entourant la seule planète connue en orbite autour de HD 209458, une étoile analogue au Soleil. Cette planète orbite à seulement 0,045 unité astronomique de son étoile.

## Structure
À l'origine, l'hypothèse était que les Jupiter chauds particulièrement proches de leur étoile parente devaient présenter une inflation du fait de la chaleur intense dans leur haute atmosphère. Le réchauffement par effet de marée dû à l'excentricité de l'orbite, qui devait être encore plus excentrique à la formation de la planète, a aussi pu jouer un rôle lors du milliard d'années écoulé.

### Stratosphère et nuages d'altitude

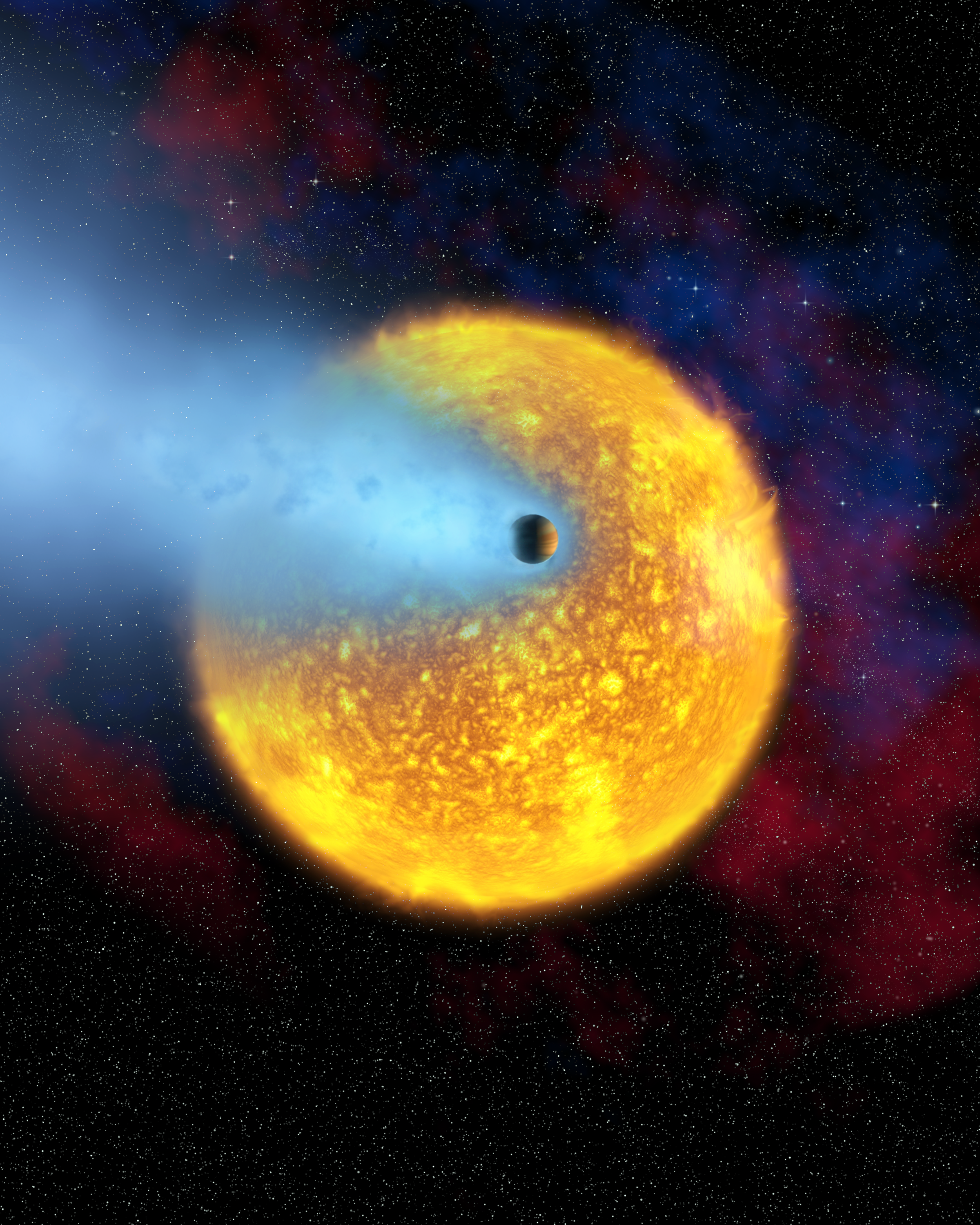
Vue d'artiste de HD 209458 b en transit.

La pression atmosphérique est de un bar à une altitude de 1,29 rayon jovien du centre de la planète.
Lorsque la pression est de 33±5 millibars, l'atmosphère est claire (composé alors probablement d'hydrogène) et l'effet Rayleigh est détectable. À cette pression, la température est de 2200±260 K.
Les observations du satellite MOST limitaient l'albédo de la planète en dessous 30 %, en faisant un objet étonnamment sombre. L'albédo géométrique a depuis été mesuré à 3,8 ± 4,5 %. En comparaison, Jupiter a un albédo plus élevé de 52 %. Ceci suggèrerait que les nuages présents dans la haute atmosphère d'HD 209458 b sont :
- soit faits de matériaux moins réfléchissants que ceux de Jupiter,
- soit qu'il y ait peu de nuages. La diffusion de Rayleigh proviendrait alors d'océans sombres similaires à ceux de la Terre[4].

Les modèles ont depuis montré qu'entre le haut de l'atmosphère et les gaz chauds et sous haute pression environnant le manteau, il existait une stratosphère composée de gaz plus frais,. Ceci implique la présence d'une couverture nuageuse chaude, sombre et opaque, qui serait composée d'oxydes de vanadium et de titane comme les étoiles naines de type M (« planètes pM »), mais d'autres composants tels que les tholins ne sont pas encore à exclure. L'hydrogène chauffé causant la diffusion de Rayleigh se trouve en haut de la stratosphère ; la portion responsable de l'absorption de la couverture nuageuse se trouve au-dessus, à 25 millibars.

### Exosphère
Aux alentours de ce niveau, le télescope spatial Hubble détecta, le 27 novembre 2001, du sodium – c'est la première fois que l'atmosphère d'une exoplanète est mesurée. Cette détection fut prédite par Sara Seager fin 2001. Le cœur de cette zone de sodium se situe entre des pressions de 50 millibars à 1 microbar. Il semble qu'elle contient le tiers du sodium présent sur HD 189733 b.
En 2003/2004, les astronomes utilisèrent le télescope spatial Hubble et découvrirent une enveloppe ellipsoïdale d'hydrogène, de carbone et d'oxygène autour de la planète, atteignant les 10 000 K. L'exosphère d'hydrogène s'étend sur une distance de RH=3,1 RJ, ce qui est plus grand que le rayon planétaire de 1,32 RJ. À cette température et distance, la distribution Maxwell–Boltzmann de la vitesse des particules donne naissance à une « queue » d'atomes se déplaçant plus vite que la vitesse de libération. La planète perdrait, selon les estimations, environ 100–500 millions (1–5×108) de kilogrammes d'hydrogène par seconde. Les analyses de la lumière de l'étoile traversant l'enveloppe montrent que les atomes plus lourds de carbone et d'oxygène sont expulsés de la planète par la « trainée hydrodynamique » extrême créée par l'évaporation de l'atmosphère d'hydrogène. La queue d'hydrogène s'échappant de la planète fait environ 200 000 kilomètres de long, soit à peu près l'équivalent de son diamètre.
Il est possible que les pertes atmosphériques soient un phénomène commun à toutes les planètes en orbite autour des étoiles similaires au Soleil à moins de 0,1 au. HD 209458 b ne s'évaporera pas entièrement, bien qu'elle ait probablement perdu jusqu'à 7 % de sa masse durant son existence, estimée à 5 milliards d'années. Il est possible que le champ magnétique de la planète empêche cette perte, car l'exosphère serait ionisée par l'étoile, et le champ magnétique retiendrait les ions perdus.

## Présence éventuelle de vapeur d'eau
Le 10 avril 2007, Travis Barman de l'observatoire Lowell annonça avoir des preuves que l'atmosphère de HD 209458 b contenait de la vapeur d'eau. En utilisant les publications précédentes des mesures du télescope spatial Hubble et de nouveaux modèles théoriques, Barman trouva d'importantes preuves d'absorption due à l'eau dans l'atmosphère de la planète,,. La méthode utilisée pour la détection est celle du transit de la planète devant son étoile, la lumière traversant ainsi l'atmosphère de la planète. Toutefois, cette hypothèse doit encore être confirmée.
Barman utilisa les données et mesures du télescope Hubble prises par Heather Knutson, un étudiant de l'université Harvard, et y appliqua de nouveaux modèles théoriques pour démontrer la probabilité qu'il y ait une absorption par la vapeur d'eau dans l'atmosphère de la planète. La planète transite devant son étoile tous les trois jours et demi, et à chaque passage sa composition atmosphérique peut être analysée en examinant comment l'atmosphère absorbe la lumière émise par son étoile parente vers la Terre.
D'après un résumé des recherches, l’absorption atmosphérique due à l'eau sur de telles exoplanètes la rend plus grande, en apparence, sur une partie du spectre infrarouge, en comparaison des longueurs d'onde du spectre visible. Barman prit les données Hubble de Knutson sur HD 209458 b et y appliqua son modèle théorique, et semble avoir identifié la preuve d'une absorption due à la vapeur d'eau dans l'atmosphère de la planète.
Le 24 avril, l'astronome David Charbonneau, qui dirigeait l'équipe qui fit les observations de Hubble, mit en garde sur le fait que le télescope lui-même ait pu introduire les variations qui auraient permis au modèle théorique de suggérer la présence d'eau.
Le 20 octobre 2009, des chercheurs au JPL annoncèrent la découverte de vapeur d'eau, de dioxyde de carbone et de méthane dans l'atmosphère,.

## Conditions atmosphériques
La température en surface estimée est d'environ 1 000 °C.
En 2010, les astronomes de l'ESO ont pu observer, à l'aide du VLT, une super-tempête dans l'atmosphère de l'exoplanète avec des vents estimés entre 5 000 et 10 000 km/h. Ce sont les différences de températures très élevées entre le côté jour et le côté nuit, associées à la forte concentration en monoxyde de carbone qui sont à l'origine de cette tempête. Les scientifiques estiment que la quantité de carbone sur HD 209458 b est aussi importante que sur Jupiter ou Saturne.

## Sources

## Compléments